# Lycinus domeyko
Lycinus domeyko is een spinnensoort in de taxonomische indeling van de bruine klapdeurspinnen (Nemesiidae).
Lycinus domeyko werd in 1995 beschreven door Goloboff.